# SuperStar SMTOWN
SuperStar SMTOWN là một trò chơi nhịp điệu của Hàn Quốc được phát triển bởi Dalcomsoft Inc. và được phát hành lần đầu tiên trên Google Play vào tháng 8 năm 2014. Trò chơi có chứa các bài hát của các nghệ sĩ nhà SM như BoA, TVXQ, Super Junior và Girls' Generation. 'SMTOWN' chính là tên gọi chung của các nghệ sĩ thu âm thuộc S.M. Entertainment. SuperStar SMTOWN có thể tải về tại Hàn Quốc, Thái Lan, Singapore, Malaysia, Hồng Kông, Philippines và gần đây là Indonesia, Việt Nam và Kazakhstan. Trò chơi có hỗ trợ tiếng Anh và tiếng Hàn.
SuperStar SMTOWN thuộc loại trò chơi ghi điểm và nhịp điệu. Mục tiêu là hoàn thành các bài hát với ba mức độ: Dễ (Easy), Thường (Normal) và Khó (Hard). Tính đến tháng 10 năm 2016, có tới hơn 270 bài hát do 29 ca sĩ solo, nhóm nhạc và nhóm nhỏ của công ty thể hiện có thể chơi được trong game.
Tháng 7 năm 2016, Pulse News báo cáo rằng trò chơi đã có hơn 8 triệu lượt tải về và thu về được 10 tỉ ₩ (8.8 triệu $, 195 tỉ ₫) tiền lợi nhuẩn kể từ khi phát hành.

## Danh sách bài hát
SuperStar SMTOWN có hơn 270 bài hát của các nhóm nhạc nam, nhóm nhạc nữ, nhóm nhỏ, ca sĩ solo thuộc S.M. Entertainment, như: Kangta, BoA, TVXQ!, U-KNOW Yunho, MAX Changmin, Super Junior, KyuHyun, Super Junior-D&E, Super Junior-K.R.Y,M&D, RYEOWOOK, YESUNG, Super Junior-M, Henry, ZhouMi, Girls' Generation, Girls' Generation-TTS, TAEYEON, SEOHYUN TIFFANY, YURI, DJ HYO, YOONA, Girls' Generation-Oh!GG, SHINee, TAEMIN, JONGHYUN, KEY, ONEW, f(x), AMBER, LUNA, EXO,EXO-K, EXO-M, EXO-CBX, CHEN, BAEKHYUN,EXO-SC, SUHO, KAI, D.O., XIUMIN, LAY, Red Velvet, Red Velvet IRENE & SEULGI, WENDY, JOY, NCT U, NCT 127, NCT DREAM, WayV, WayV KUN & XIAOJUN, SuperM,æspa.
Những bài hát của các nhóm nghệ sĩ của công ty, S.M. the Ballad và SMTOWN cũng xuất hiện trong game. Các bài hát có ba mức độ Dễ, Vừa, Khó. Dưới đây là danh sách các bài hát có trong trò chơi:
| Artist                | Song title                                            |
| --------------------- | ----------------------------------------------------- |
| BoA                   | "Only One"                                            |
| TVXQ!                 | "수리수리 (Spellbound)"                               |
| EXO-K                 | "December, 2014 (The Winter's Tale)"                  |
| EXO-M                 | "December, 2014 (The Winter's Tale)"                  |
| JONGHYUN              | "NEON"                                                |
| KyuHyun               | "Eternal Sunshine"                                    |
| TAEMIN                | "괴도 (Danger)"                                       |
| YESUNG                | "문 열어봐 (Here I am)"                               |
| BoA                   | "그런 너 (Disturbance)"                               |
| EXO-K                 | "Heaven"                                              |
| EXO-M                 | "Heaven (Chinese Ver.)"                               |
| NCT U - WITHOUT YOU   | "WITHOUT YOU (Sung by 재현, 도영, 태일)"              |
| SHINee                | "Love Sick"                                           |
| TVXQ!                 | "Dominus"                                             |
| TAEYEON               | "I (feat. Verbal Jint)"                               |
| Super Junior          | "SPY"                                                 |
| AMBER                 | "NEED TO FEEL NEEDED"                                 |
| EXO-K                 | "Lucky One"                                           |
| EXO-M                 | "Lucky One"                                           |
| Red Velvet            | "Automatic"                                           |
| BoA                   | "Kiss My Lips"                                        |
| EXO-K                 | "Sing For You"                                        |
| EXO-M                 | "Sing For You (为你而唱)"                             |
| RYEOWOOK              | "어린왕자 (The Little Prince)"                        |
| JONGHYUN              | "하루의 끝 (End of a Day)"                            |
| Super Junior          | "백일몽 (Evanesce)"                                   |
| f(x)                  | "4 Walls"                                             |
| TAEYEON               | "Rain"                                                |
| KyuHyun               | "광화문에서 (At Gwanghwamun)"                         |
| ZhouMi                | "Without You"                                         |
| BoA                   | "Fox"                                                 |
| Red Velvet            | "7월 7일 (One Of These Nights)"                       |
| Girls' Generation     | "Lion Heart"                                          |
| TVXQ!                 | "비를 타고… (Everyday It Rains)"                      |
| EXO-K                 | "12월의 기적 (Miracles In December)"                  |
| EXO-M                 | "十二月的奇迹 (Miracles In December)"                 |
| SHINee                | "Everybody"                                           |
| BoA                   | "공중정원(Garden In The Air)"                         |
| f(x)                  | "첫 사랑니 (Rum Pum Pum Pum)"                         |
| Girls' Generation     | "I Got a Boy"                                         |
| M&D                   | "달수정 (Moon Crystal)"                               |
| Girls' Generation-TTS | "Dear Santa"                                          |
| Super Junior-M        | "SWING"                                               |
| TAEYEON               | "U R"                                                 |
| Super Junior          | "MAMACITA (아야야)"                                   |
| Red Velvet            | "세가지 소원 (Wish Tree)"                             |
| BoA                   | "Copy&Paste"                                          |
| M&D                   | "울산바위 (Ulsanbawi)"                                |
| SHINee                | "방백 (Aside)"                                        |
| EXO-K                 | "불공평해 (Unfair)"                                   |
| EXO-M                 | "偏心 (Unfair)"                                       |
| KyuHyun               | "밀리언조각 (A Million Pieces)"                       |
| Girls' Generation     | "Mr.Mr."                                              |
| f(x)                  | "12시 25분 (Wish List)"                               |
| NCT U - The 7th Sense | "일곱 번째 감각 (The 7th Sense)"                      |
| SHINee                | "산소 같은 너 (Love Like Oxygen)"                     |
| M&D                   | "하고 싶어 (I Wish)"                                  |
| Red Velvet            | "행복 (Happiness)"                                    |
| ZhouMi                | "Rewind (Korean Version)"                             |
| BoA                   | "Every Heart"                                         |
| TVXQ!                 | "항상 곁에 있을게 (Always With You)"                  |
| Super Junior-D&E      | "너는 나만큼 (Growing Pains)"                         |
| EXO-K                 | "Run"                                                 |
| EXO-M                 | "Run (奔跑)"                                          |
| TVXQ!                 | ""O" -正.反.合. (Rearranged)"                         |
| JONGHYUN              | "Crazy (Guilty Pleasure) (feat. Iron)"                |
| Girls' Generation     | "Dancing Queen"                                       |
| Super Junior          | "A-Cha"                                               |
| EXO-K                 | "TRANSFORMER"                                         |
| EXO-M                 | "TRANSFORMER (變形女)"                                |
| f(x)                  | "아이 (Love)"                                         |
| Henry                 | "Butterfly (feat. Seulgi of SMROOKIES)"               |
| SHINee                | "A-Yo"                                                |
| BoA                   | "My Name"                                             |
| Red Velvet            | "Somethin Kinda Crazy"                                |
| EXO-K                 | "첫눈 (The First Snow)"                               |
| EXO-M                 | "初雪 (The First Snow)"                               |
| TVXQ!                 | "Off-Road"                                            |
| Super Junior-M        | "表白 (Off My Mind)"                                  |
| SHINee                | "Your Name"                                           |
| f(x)                  | "Red Light"                                           |
| Girls' Generation     | "Gee"                                                 |
| Super Junior          | "MAGIC"                                               |
| EXO-K                 | "Lotto"                                               |
| EXO-M                 | "Lotto (Chinese Ver.)"                                |
| SMTOWN                | "Sleigh Ride (Sung by TVXQ!)"                         |
| TAEMIN                | "Experience"                                          |
| KyuHyun               | "이별을 말할 때 (Moment Of Farewell)"                 |
| BoA                   | "Christmas Paradise"                                  |
| ZhouMi                | "爱上你 (Loving You) (feat. Victoria of f(x))"        |
| EXO-K                 | "Thunder"                                             |
| EXO-M                 | "Thunder (雷电)"                                      |
| Henry                 | "Fantastic"                                           |
| TVXQ!                 | "RUMOR"                                               |
| AMBER                 | "I Just Wanna (feat. Eric Nam)"                       |
| Super Junior          | "놈,놈,놈 (You Got It)"                               |
| Girls' Generation-TTS | "Holler"                                              |
| f(x)                  | "바캉스 (Vacance)"                                    |
| Red Velvet            | "러시안 룰렛 (Russian Roulette)"                      |
| BoA                   | "Girls On Top"                                        |
| SHINee                | "Hello"                                               |
| Girls' Generation     | "PARTY"                                               |
| Super Junior-M        | "GO"                                                  |
| TVXQ!                 | "Here I Stand"                                        |
| EXO-K                 | "Lucky"                                               |
| EXO-M                 | "Lucky (Chinese Ver.)"                                |
| Super Junior          | "Mr. Simple"                                          |
| TAEMIN                | "Ace"                                                 |
| TAEYEON               | "Why"                                                 |
| BoA                   | "Hurricane Venus"                                     |
| f(x)                  | "제트별 (Jet)"                                        |
| EXO-K                 | "중독 (Overdose)"                                     |
| EXO-M                 | "上瘾 (Overdose)"                                     |
| Super Junior-M        | "Super Girl"                                          |
| Girls' Generation     | "소원을 말해봐 (Genie)"                               |
| SHINee                | "Why So Serious?"                                     |
| Red Velvet            | "Ice Cream Cake"                                      |
| f(x)                  | "Hot Summer"                                          |
| TVXQ!                 | "왜 (Keep Your Head Down)"                            |
| NCT DREAM             | "Chewing Gum"                                         |
| Super Junior          | "Sexy, Free & Single"                                 |
| SMTOWN                | "Diamond (Sung by Girls' Generation)"                 |
| Henry                 | "Saturday"                                            |
| BoA                   | "Valenti"                                             |
| EXO-K                 | "MAMA"                                                |
| EXO-M                 | "MAMA (Chinese Ver.)"                                 |
| TIFFANY               | "I Just Wanna Dance"                                  |
| Super Junior-M        | "Strong (强势入侵)"                                   |
| SHINee                | "줄리엣 (Juliette)"                                   |
| LUNA                  | "Free Somebody"                                       |
| Super Junior          | "첫눈에 반했습니다 (Love At First Sight)"             |
| M&D                   | "魂 (Soul)"                                           |
| Girls' Generation     | "텔레파시 (Telepathy)"                                |
| Super Junior-M        | "Break Down"                                          |
| TAEMIN                | "소나타 (Play Me)"                                    |
| EXO-K                 | "나비소녀 (Don't Go)"                                 |
| EXO-M                 | "蝴蝶少女(Don't Go)"                                  |
| f(x)                  | "NU 예삐오 (NU ABO)"                                  |
| JONGHYUN              | "She is"                                              |
| BoA                   | "One Dream"                                           |
| Girls' Generation-TTS | "내가 네게 (Whisper)"                                 |
| TVXQ!                 | "주문-MIROTIC"                                        |
| TAEMIN                | "Drip Drop"                                           |
| EXO-K                 | "Monster"                                             |
| EXO-M                 | "Monster"                                             |
| ZhouMi                | "Why (Color-blind) (Korean Ver.)"                     |
| Super Junior          | "Shirt"                                               |
| Girls' Generation     | "Goodbye"                                             |
| AMBER                 | "Heights"                                             |
| SHINee                | "하루 (X-Mas)"                                        |
| EXO-K                 | "늑대와 미녀 (Wolf)"                                  |
| EXO-M                 | "狼与美女 (Wolf)"                                     |
| Super Junior          | "환절기 (Mid-season)"                                 |
| Red Velvet            | "Be Natural (feat. SR14B TAEYONG)"                    |
| TVXQ!                 | "너의 남자 (Your Man)"                                |
| JONGHYUN              | "데자-부 (Déjà-Boo) (feat. Zion.T)"                   |
| f(x)                  | "Snapshot"                                            |
| BoA                   | "Who Are You" (feat. Gaeko of Dynamic Duo)"           |
| Super Junior          | "엉뚱한 상상 (White Christmas)"                       |
| EXO-K                 | "TENDER LOVE"                                         |
| EXO-M                 | "TENDER LOVE (Chinese Ver.)"                          |
| TAEMIN                | "거절할게 (Wicked)"                                   |
| Henry                 | "Bad Girl (feat. Chanyeol of EXO)"                    |
| Girls' Generation     | "첫눈에… (Snowy Wish)"                                |
| TVXQ!                 | "Rise As One"                                         |
| SHINee                | "히치하이킹 (Hitchhiking)"                            |
| SMTOWN                | "하루 (A Day Without You)"                            |
| EXO-K                 | "CALL ME BABY"                                        |
| EXO-M                 | "CALL ME BABY (叫我)"                                 |
| Red Velvet            | "Lucky Girl"                                          |
| BoA                   | "The Shadow"                                          |
| f(x)                  | "피노키오 (Danger)"                                   |
| TAEMIN                | "Press Your Number"                                   |
| SHINee                | "1 of 1"                                              |
| Super Junior          | "Let's Dance"                                         |
| Girls' Generation-TTS | "체크메이트 (Checkmate)"                              |
| SMTOWN                | "Hot Times (시험하지 말기)"                           |
| Girls' Generation     | "Catch Me If You Can"                                 |
| Super Junior-M        | "爱情接力 (You and Me)"                               |
| TVXQ!                 | "Double Trouble"                                      |
| SHINee                | "View"                                                |
| SMTOWN                | "좋았던 건, 아팠던 건 (When I Was... When U Were...)" |
| f(x)                  | "Deja Vu"                                             |
| EXO-K                 | "My Turn To Cry"                                      |
| EXO-M                 | "My Turn To Cry (愛離開)"                             |
| Super Junior          | "Devil"                                               |
| Super Junior-D&E      | "촉이와 (Can You Feel It?)"                           |
| SMTOWN                | "Don't Lie" (feat. Henry)"                            |
| Red Velvet            | "Huff n Puff"                                         |
| SHINee                | "Romance"                                             |
| Girls' Generation     | "Baby Baby"                                           |
| TVXQ!                 | "샴페인 (Champagne)"                                  |
| f(x)                  | "아이스크림 (Ice Cream)"                              |
| EXO-K                 | "EXODUS"                                              |
| EXO-M                 | "EXODUS (逃脱)"                                       |
| TAEMIN                | "Pretty Boy (feat. KAI of EXO)"                       |
| NCT 127               | "소방차 (Fire Truck)"                                 |
| Girls' Generation-TTS | "안녕 (Good-bye, Hello)"                              |
| Super Junior-M        | "愛你愛你 (Love Song)"                                |
| BoA                   | "Moto"                                                |
| SHINee                | "Married To The Music"                                |
| EXO-K                 | "LOVE ME RIGHT"                                       |
| EXO-M                 | "LOVE ME RIGHT (漫遊宇宙)"                            |
| Super Junior          | "너라고 (It's You)"                                   |
| SHINee                | "Colorful"                                            |
| Girls' Generation     | "The Boys"                                            |
| TVXQ!                 | "MAXIMUM"                                             |
| AMBER                 | "SHAKE THAT BRASS"                                    |
| EXO-K                 | "3.6.5"                                               |
| EXO-M                 | "3.6.5 (Chinese Ver.)"                                |
| f(x)                  | "LA chA TA"                                           |
| Girls' Generation-TTS | "Twinkle"                                             |
| SHINee                | "누난 너무 예뻐 (Replay)"                             |
| Super Junior-M        | "U"                                                   |
| TVXQ!                 | "Humanoids"                                           |
| Girls' Generation     | "다시 만난 세계 (Into the New World)"                 |
| Henry                 | "Trap (feat. Kyuhyun & Taemin)"                       |
| f(x)                  | "Beautiful Stranger"                                  |
| BoA                   | "ID; Peace B"                                         |
| Super Junior          | "Twins (Knock Out)"                                   |
| EXO-K                 | "My Lady"                                             |
| EXO-M                 | "My Lady (Chinese Ver.)"                              |
| Girls' Generation     | "You Think"                                           |
| TVXQ!                 | "꿈 (Dream)"                                          |
| f(x)                  | "빙그르 (Sweet Witches)"                              |
| SHINee                | "Destination"                                         |
| Girls' Generation     | "훗 (Hoot)"                                           |
| Super Junior-M        | "太完美 (Perfection)"                                 |
| BoA                   | "아틀란티스 소녀 (Atlantis Princess)"                 |
| EXO-K                 | "History"                                             |
| EXO-M                 | "History (Chinese Ver.)"                              |
| Super Junior          | "오페라 (Opera)"                                      |
| f(x)                  | "Electric Shock"                                      |
| SHINee                | "Sherlock • 셜록 (Clue+Note)"                         |
| Girls’ Generation     | "유로파 (Europa)"                                     |
| Super Junior-M        | "动情 (Only U)"                                       |
| EXO-K                 | "LIGHTSABER"                                          |
| EXO-M                 | "LIGHTSABER (光劍)"                                   |
| TVXQ!                 | "Something"                                           |
| BoA                   | "Game"                                                |
| Henry                 | "Holiday"                                             |
| Girls' Generation-TTS | "아드레날린 (Adrenaline)"                             |
| SMTOWN                | "1,2,3 (Sung by f(x))"                                |
| Girls' Generation     | "Kissing You"                                         |
| SHINee                | "사.계.후 (Love Still Goes On)"                       |
| Super Junior          | "미인아 (BONAMANA)"                                   |
| EXO-K                 | "The Star"                                            |
| EXO-M                 | "The Star (星)"                                       |
| TVXQ!                 | "Gorgeous"                                            |
| Girls' Generation     | "Green Light"                                         |
| f(x)                  | "Chu~♡"                                               |
| SHINee                | "아.미.고 (AMIGO)"                                    |
| Super Junior-M        | "飛翔 (Fly High)"                                     |
| Girls' Generation     | "비타민 (Vitamin)"                                    |
| Super Junior          | "THIS IS LOVE (Stage Ver.)"                           |
| Henry                 | "1-4-3 (I Love You)"                                  |
| TVXQ!                 | "Rising Sun (순수) (Rearranged)"                      |
| EXO-K                 | "Machine"                                             |
| EXO-M                 | "Machine (Chinese Ver.)"                              |
| BoA                   | "No. 1"                                               |
| f(x)                  | "Airplane"                                            |
| Girls' Generation     | "Oh!"                                                 |
| Super Junior          | "너 같은 사람 또 없어 (No Other)"                     |
| SHINee                | "Dream Girl"                                          |
| TVXQ!                 | "Catch Me"                                            |
| Red Velvet            | "Red Dress"                                           |
| KyuHyun               | "깊은 밤을 날아서 (Flying, Deep in the Night)"        |
| EXO-K                 | "으르렁 (Growl)"                                      |
| EXO-M                 | "咆哮 (Growl)"                                        |
| Super Junior          | "SORRY, SORRY"                                        |
| f(x)                  | "Papi"                                                |
| Girls' Generation     | "Run Devil Run"                                       |
| Red Velvet            | "Dumb Dumb"                                           |
| SHINee                | "Woof Woof"                                           |
| BoA                   | "Dangerous"                                           |
| SHINee                | "Lucifer"                                             |
| f(x)                  | "Step"                                                |
| SHINee                | "Ring Ding Dong"                                      |
| f(x)                  | "Kick"                                                |
| Hitchhiker            | Around (Feat. TAEYONG)                                |
| Hitchhiker            | "11 (ELEVEN)" Màn chơi ẩn                             |
| NCT 127               | ''Love me now''                                       |
| NCT Dream             | ''Ridin'''                                            |
| NCT U                 | ''Make a wish''                                       |
| WayV                  | ''Kick back''                                         |
| EXO                   | "Let Me In"                                           |
| EXO                   | "Cream Soda"                                          |